# العربي بن المختار الجامعي
العربي بن المختار بن عبد المالك الجامعي كبير وزراء السلطان مولاي عبد الرحمن منذ 1264هـ عندما توفي الوزير محمد بن إدريس العمراوي، إلى غاية 1269هـ عندما عزله السلطان واستبدله بمحمد غريط.
ينحذر العربي بن المختار من آل الجامعي وهي أسرة فاسية تنتسب إلى قبيلة أولاد جامع، واصبحوا يعرفون بالجامعي بدل ابن جامع منذ أن استوطنوا الجهة الشرقية الشمالية لمدينة فاس في عهد السعديين، وفي سنة 1849م انضمت هذه القبيلة للجيش المخزني الذي نظمه السلطان المولى عبد الرحمن على إثر هزيمة القوات المخزنية في معركة واد إيسلي سنة 1844م. كان والده المختار بن عبد المالك الجامعي أول فرد من آل الجامعي الذي يتبوأ أعلى مناصب دار المخون.
توفي العربي بن المختار عام 1276هـ ودفن بزاوية منصور بحومة فندق اليهودي. سيتولى أبناءه محمد بن العربي الجامعي والمعطي الجامعي لاحقا منصب الصدارة العظمى في عهد الحسن الأول.